# Unión del Pueblo Navarro
Unión del Pueblo Navarro (UPN) es un partido político español regionalista y conservador activo en la Comunidad Foral de Navarra. Fue fundado en 1979 por Jesús Aizpún y en el espectro político está situado entre el centroderecha, la derecha y el navarrismo.
Desde su fundación, UPN se ha convertido en un referente político en Navarra, y presidió entre 1991-1995 y después ininterrumpidamente el Gobierno de Navarra desde 1996 hasta 2015 y el ayuntamiento de su capital desde 1999 hasta 2015 y de 2019 a 2023. Ha ganado todas las elecciones al parlamento de Navarra desde 1991. En el 2019 se integraron en Navarra Suma, una coalición de centro derecha, navarrista y foralista, junto con el PP y con Ciudadanos.

## Historia

### Fundación e inicios (1979)
UPN fue fundado como partido político en 1979 con el objetivo primordial de que Navarra mantuviera su régimen foral y el carácter de comunidad propia y diferenciada en el contexto del intenso debate social y político que en aquellos momentos tenía lugar en relación con la incorporación o no de Navarra al País Vasco.
La gestación del partido tuvo lugar a raíz de las negociaciones políticas llevadas a cabo para la aprobación por las cortes constituyentes del proyecto de Constitución en cuyo marco se produjo el acuerdo entre el PNV y los principales partidos españoles (UCD, PSOE y AP) por el que se introducía en el texto definitivo de la Constitución de 1978 un precepto (Disposición transitoria cuarta) que posibilita un procedimiento para incorporar Navarra a la comunidad autónoma del País Vasco.
Este acuerdo de las principales fuerzas políticas con el PNV fue sentido como inadmisible por una gran parte de la rama navarra de la UCD que decidió escindirse para formar la UPN como nueva formación política, uniéndose también al nuevo partido parte de la militancia de Alianza Foral Navarra.
El partido fue oficialmente fundado el 3 de enero de 1979, seis días después de la entrada en vigencia de la Constitución de 1978 y su Disposición Transitoria Cuarta, siendo sus fundadores Jesús Aizpún, José Ángel Zubiaur, María Isabel Beriáin, Ignacio Javier Gómara, Ramón Echeverría, Anselmo Gallego, Feliciano Aramendía y Javier Chourraut, todos ellos hasta entonces en la órbita de la UCD.
En la presentación pública de este partido Aizpún expresó:

Por muchos esfuerzos que se hagan, la óptica de Madrid no es la misma que de Navarra [...], nosotros queremos que los problemas se resuelvan con la óptica de Navarra [...], no deseamos que en temas que afectan a Navarra puedan existir una disciplina de partido.
Jesús Aizpun.

En 1981 la UPN celebró su primer congreso bajo el lema “Navarra Unida”, en el que es elegido presidente Javier Gómara, vicepresidente Balbino Bados y secretario José Mª Paños.
En 1982, Unión del Pueblo Navarro concurrió a las elecciones generales en una candidatura conjunta con Alianza Popular. En ellas consiguió más de 76 000 votos, 2 diputados y un senador.
Un año después, en las elecciones forales de 1983, la UPN pasó a ser la segunda fuerza política de Navarra, con 62 000 votos y 13 parlamentarios en las elecciones forales, en una cámara compuesta ahora de 50.
Posteriormente, en 1984, se crearía la asociación juvenil del partido con la denominación Juventudes Navarras (es la organización juvenil de la Unión del Pueblo Navarro, partido que representa la centro-derecha regionalista en Navarra (España). Se define como Asociación de jóvenes comprometidos con la identidad foral de Navarra y con el desarrollo integral de su juventud.) En 2012 Jóvenes Demócratas de Navarra (JDN) (asociación juvenil del partido Convergencia de Demócratas de Navarra) decide integrarse en Juventudes Navarras tras la disolución del partido político Convergencia de Demócratas de Navarra en 2011.
En el año 1985, la UPN celebra su segundo congreso, en esta ocasión en el hotel Tres Reyes de Pamplona, bajo el lema “Con nosotros, por Navarra”. Son elegidos presidente Jesús Aizpún, secretario general Rafael Gurrea y vicepresidentes Balbino Bados y Javier del Castillo.
Unos meses más tarde, en 1986, se celebran unas nuevas elecciones generales y la coalición UPN-CP supera la barrera de los 80 000 votos, obteniendo dos diputados y un senador. En 1987, la UPN logra 70 000 votos y 14 parlamentarios, tan solo uno menos que el PSOE, en las elecciones forales. Además, por primera vez la UPN consigue la alcaldía de Pamplona.
La UPN cumple su décimo aniversario en 1989 y lo celebra coincidiendo con su tercer Congreso. El lema elegido refleja su vocación política, ser “Garantía de Futuro”. Ya en coalición con el Partido Popular, suma más de 92 000 votos y gana por primera vez unas elecciones, en este caso generales, en Navarra.

### La unificación de la derecha en Navarra
En 1989, Alianza Popular se refunda en el Partido Popular, siendo Manuel Fraga su primer presidente y José María Aznar, candidato a la presidencia del Gobierno. UPN y PP concurren de nuevo juntos a las elecciones generales de 1989 siendo por primera vez el partido más votado en Navarra, obteniendo 92 216 votos (33,18 %).
A los diez años de su fundación, UPN se convierte en el partido más votado en Navarra: ha pasado de los 28 248 votos obtenidos en las elecciones generales de 1979 a los 92 216 sufragios en las de 1989, subiendo del 11,17 % al 33,18 % del total de votos. Esta condición de partido más votado en Navarra ya no la abandonará en las convocatorias electorales de los siguientes 30 años (1989-2019).
En estos años se debatía la fórmula para unir el voto del centro-derecha en Navarra y con un pacto más estable con el PP, que Javier Gómara definía como “En Navarra, nosotros; fuera de Navarra, con vosotros”. El hecho de concurrir bajo una única candidatura era una cuestión determinante para acceder al Gobierno de Navarra, ya que la Ley establecía el denominado “procedimiento automático”. Según este mecanismo, en el caso de que, transcurridas las sucesivas votaciones, ningún candidato hubiese obtenido la mayoría necesaria para ser investido presidente del Gobierno de Navarra, resultaba investido de forma automática el candidato de la lista más votada.
En conversaciones con Manuel Fraga y José María Aznar, y contra el parecer inicial de algunos sectores del partido, finalmente UPN firma un pacto estable con el PP en 1991, por el que el partido nacional desaparece en Navarra y sus militantes y dirigentes se integran en UPN, que representará en exclusiva al centro-derecha en Navarra. A cambio, los diputados y senadores de UPN en las Cortes Generales se integraban en el grupo parlamentario del PP en el Congreso y el Senado, aceptando la disciplina de voto. Tras este pacto, conocido como el “modelo bávaro”, el centro-derecha navarro se presenta por primera vez en una lista única en las elecciones forales de 1991. UPN es el partido más votado en Navarra (34,95 % de los votos y 20 parlamentarios) y alcanza por primera vez el Gobierno de Navarra, con Juan Cruz Alli como presidente del Gobierno.

### Presidencia del Gobierno de Navarra
Tras la legislatura 1991-1995, para las elecciones de 1995 la UPN sufriría la escisión de los seguidores de Juan Cruz Alli que concurrirían a los comicios creando un nuevo partido Convergencia de Demócratas de Navarra (CDN). La UPN se alzaría nuevamente con el triunfo en las elecciones forales con más de 93.000 votos y 17 escaños, no obstante la decisión del Partido Socialista de Navarra de aliarse con el CDN y Eusko Alkartasuna dejaría a la UPN fuera del Gobierno de Navarra y también del Ayuntamiento de Pamplona. Sin embargo, a los pocos meses de constituido el gobierno tripartito PSN-CDN-EA los escándalos políticos de corrupción protagonizados por dirigentes socialistas provocarían la dimisión como presidente del Gobierno de Navarra del líder socialista Javier Otano. En la nueva votación de investidura Miguel Sanz Sesma, líder de la UPN, accedería entonces a la presidencia del Gobierno de Navarra como candidato de la lista más votada. En las elecciones de 1999 y 2003, manteniendo a Miguel Sanz como candidato, la UPN revalidaría el triunfo como lista más votada.
En las elecciones navarras de 2007, la UPN vuelve a ser el partido más votado con 22 escaños y tras el fracaso de las negociaciones para formar un gobierno entre el PSN y los nacionalistas vascos agrupados en la coalición Nafarroa Bai, Miguel Sanz volvería a acceder por cuarta vez a la presidencia del Gobierno de Navarra.

### La ruptura del pacto con el PP (2008)
Tras las elecciones generales celebradas en 2008, a las que volvería a concurrir en coalición con el PP, la UPN obtuvo el respaldo del 39,29 % de los votos emitidos, dos diputados y tres senadores. Sin embargo, la situación política española haría que la UPN se planteara llegar a algunos acuerdos con el Gobierno de España presidido por José Luis Rodríguez Zapatero, desatando con ello la oposición del Partido Popular, con quien desde 1989 mantenía un acuerdo de coalición política.
Así las cosas, el 22 de octubre de 2008 el PP anunció que se suspendía el pacto de colaboración institucional entre ambos partidos, alegando que la dirección de la UPN defendía la abstención en la votación de los Presupuestos Generales del Estado de 2009, cuando el PP pretendía votar en contra de su aprobación. El acuerdo firmado por UPN y el PP reconocía la autonomía de los diputados de la UPN dentro del Grupo Popular y que la abstención, de haberse producido, de ambos diputados, no cambiaba el resultado final de la votación. En esta votación uno de los diputados de UPN, Carlos Salvador, siguió las directrices acordadas por la UPN, absteniéndose; mientras que el otro, Santiago Cervera, votó en contra, siguiendo las consignas del grupo parlamentario popular. Tras estos hechos el 28 de octubre de 2008, el Partido Popular anuncia la ruptura del pacto de 1991 que unía a la UPN y al PP.
En 2009 se celebra el octavo congreso del partido, en él Yolanda Barcina se haría con la presidencia del partido regionalista, al tiempo que Alberto Catalán y Carlos García Adanero la acompañan en los puestos de vicepresidente y secretario general del partido, respectivamente. El lema escogido en esta ocasión es “Contigo somos más”.
Con Yolanda Barcina como candidata, la UPN volvería a ganar las elecciones forales de 2011, así como también las elecciones municipales en los principales municipios de Navarra, pasando a formar un gobierno foral de coalición con el Partido Socialista de Navarra que se rompería en junio de 2012, pasando entonces la UPN a gobernar en minoría.
Pese a su ruptura con el Partido Popular en 2008, se anunció que la UPN se presentaría en coalición con este de cara a las elecciones generales de 2011, ocupando la UPN el 1.º y 3.º puesto de la lista al Congreso y el PP el 2.º, y el 1.º y 2.º la UPN de cara al Senado, reservándose el PP el 3.º. Asimismo, el acuerdo contempla la integración de los diputados electos por la UPN en el Grupo Mixto del Congreso y el apoyo favorable de este a Mariano Rajoy en su candidatura a Presidente y su apoyo a los presupuestos de los Gobiernos del PP.

### La pérdida del Gobierno foral (2015)
Tras una legislatura marcada por una oposición centrada en las dietas de Caja Navarra y la inestabilidad fruto de la ruptura del gobierno de coalición con el PSN, la presidenta Barcina anunció en noviembre de 2014 que no se presentaría a las elecciones de mayo como cabeza de lista regionalista y finalmente, y tras un ultimátum por parte del cabeza de lista de la formación anunció que finalmente no se presentaría a las elecciones y en junio de 2015 anunció que dejaba la presidencia del partido y que dejaba la vida política.
Las elecciones de 2015 hicieron retroceder a UPN, que perdió 4 escaños y el gobierno foral, que pasó a una coalición de Geroa Bai, EH Bildu, Podemos e I-E presidido por Uxue Barkos, la primera presidenta abertzale de Navarra. Además, UPN perdió la alcaldía de todas las cabezas de merindades, incluida la de Pamplona, que pasó a Joseba Asiron, de EH Bildu. En total, UPN pasó de 41 alcaldías a 23, y EH Bildu pasó de 17 a 41 gobiernos municipales, principalmente por acuerdos con otras fuerzas, entre ellas el PSN-PSOE. Además, UPN se convertía en la segunda fuerza en número de concejales en el total de la comunidad, con 281 ediles contra los 297 de EH Bildu.

### Elecciones generales de 2015 y 2016
Tras ser elegido nuevo presidente de la formación, Esparza abrió la puerta a una candidatura en solitario de UPN para las elecciones generales del 20 de diciembre de 2015, afirmando que Navarra necesitaba una voz propia en las Cortes y que no tomarían la iniciativa para renovar la coalición con los populares, rompiendo así con 33 años de candidaturas conjuntas con los conservadores en los comicios generales. A pesar de ello, desde los populares se insistió en la necesidad de una candidatura conjunta y finalmente se acordó renovar la coalición, si bien cediendo poder a UPN (que tendría la primera y segunda posición en la lista al Congreso y uno de los 3 candidatos del Senado).
La coalición volvió a ganar en la Comunidad Foral y mantuvo su representación con 2 diputados y 3 senadores.
Para las elecciones de 2016 se decidió renovar la coalición y obtuvieron de nuevo la victoria.

### Las elecciones de 2019 y Navarra Suma
El 2 de marzo de 2019 el Consejo Político del partido aceptó con un 72 % de los votos la propuesta de la dirección de un acuerdo electoral con el PP para presentarse juntos a las elecciones generales de abril y las municipales y forales de mayo de 2019. Sería la primera vez que las dos fuerzas políticas se presentaran juntas a unas elecciones municipales y forales desde 2008, con la ruptura del pacto que unía a ambas formaciones desde 1991. Javier Esparza justificó el acuerdo en su objetivo de unir fuerzas contra el nacionalismo vasco. El acuerdo precisaba que el PP respetaría el régimen foral y apoyaría la supresión Disposición transitoria cuarta de la Constitución Española que abre la puerta a una fusión de la comunidad foral con el País Vasco.
Posteriormente, el 11 de marzo el Consejo Político de UPN aprobó con un 94 % de votos favorables formar una plataforma electoral junto a Ciudadanos con el nombre de Navarra Suma. UPN vetó expresamente integrar a VOX en la coalición. Se presentó como una coalición UPN-Cs con miembros del PP integrados en las listas. La coalición presentó sus listas y su logotipo el 20 de marzo, siendo los dos primeros puestos de la lista al Congreso miembros de UPN, la tercera y la quinta posición para candidatos del PP y la cuarta de Ciudadanos. La candidatura del Senado tiene un miembro de cada partido. El resultado fue de 2 diputados obtenidos por la coalición, de los cuales los dos son de UPN, en el senado la coalición obtuvo una senadora para Cs, un senador para UPN y una senadora para el PP.
En febrero de 2022 UPN acordó apoyar la reforma laboral planeada por la ministra Yolanda Díaz; sin embargo, sus dos diputados en el Congreso votaron finalmente en contra, por lo que la dirección del partido pidió la entrega de sus actas de diputados al no respetar la disciplina de voto, oponiéndose ambos a la renuncia.

### Candidatura en solitario y elecciones autonómicas de 2023
A raíz de la expulsión de los diputados en el congreso Sergio Sayas y Carlos García Adanero por los acontecimientos de la votación de la reforma laboral en 2022, y tras terminar incorporándose posteriormente al Partido Popular, para concurrir a las elecciones forales, municipales y más tarde a las generales, la dirección de UPN ante esta situación acuerda por unanimidad presentarse en solitario a las elecciones al Parlamento de Navarra de 2023. El resultado serían una de las elecciones más disputadas de la historia de Navarra, con ocho partidos con posibilidad de obtener representación concurriendo por separado. Sería también la cita electoral con mayor división en el campo de la derecha, con cuatro partidos disputándose los votos.

## Ideología política
UPN se define como navarrista y humanista cristiano, caracterizándose por la defensa de la identidad diferenciada de Navarra frente al nacionalismo vasco, que pregona la incorporación del territorio foral al País Vasco como permite la disposición transitoria cuarta de la constitución española. Se muestra favorable a la transferencia de competencias del gobierno central a la comunidad foral como parte de su postura foralista.
Se le ha descrito como un partido conservador y democristiano, con postulados económicos liberales. Un alcalde pamplonés de la formación, Enrique Maya, fue acusado por la formación municipal de Geroa Bai de xenófobo en relación con unos mensajes sobre los menores extranjeros no acompañados.

## Organización

### Presidentes
- Javier Gómara Granada: 1979-1985
- Jesús Aizpún Tuero: 1985-1997
- Miguel Sanz Sesma: 1997-2009
- Yolanda Barcina: 2009-2015
- Juan Antonio Sola: 2015
- José Javier Esparza Abaurrea: 2015-2024
- Cristina Ibarrola: desde 2024

### Adscripción europea
UPN no se ha presentado nunca en solitario a las elecciones al Parlamento Europeo aunque ha tenido presencia en la cámara dentro de las listas del Partido Popular, eligiendo al eurodiputado Javier Pomés en la sexta legislatura europea, que se sentaba en el Grupo Popular.
No pertenece formalmente a ningún partido político europeo, pero sí ha mantenido relaciones con el Partido Popular Europeo y se sitúa en las instituciones europeas dentro del grupo parlamentario de este.

## Resultados electorales

### Elecciones al Parlamento de Navarra
|  | 15.99 % |

|  | 23.34 % |

|  | 24.50 % |

|  | 34.95 % |

|  | 31.35 % |

|  | 41.37 % |

|  | 41.48 % |

|  | 42.19 % |

|  | 34.48 % |

|  | 27.44 % |

|  | 36.57 % |

|  | 28.01 % |

Votos a UPN por municipio en las elecciones de 2023

* En 2019 se presentó como Navarra Suma.

### Elecciones generales
| Comicios | C/S | Cabeza de lista          | Votos                                                              | Votos                   | %      | Escaños en Navarra | Denominación |
| -------- | --- | ------------------------ | ------------------------------------------------------------------ | ----------------------- | ------ | ------------------ | ------------ |
| 1979     | C   | Jesús Aizpún             | 28.248 (#3)                                                        | 28.248 (#3)             | 11,17% | 1/5                | UPN          |
| 1979     | S   | José Andía               | 84.289                                                             | 84.289                  | 11,9%  | 0/4                | UPN          |
| 1979     | S   | José Andía               | José Andía José Ángel Zubiaur Jesús María Vitoria                  | 29.361 28.023 26.905    | 11,9%  | 0/4                | UPN          |
| 1982     | C   | Jesús Aizpún             | 76.255 (#2)                                                        | 76.255 (#2)             | 25,59% | 2/5                | UPN-AP-PDP   |
| 1982     | S   | Alfonso Añón             | 226.698                                                            | 226.698                 | 26,1%  | 1/4                | UPN-AP-PDP   |
| 1982     | S   | Alfonso Añón             | Alfonso Añón Pedro Pegenaute José Luis Monge                       | 76.651 75.088 74.959    | 26,1%  | 1/4                | UPN-AP-PDP   |
| 1986     | C   | Jesús Aizpún             | 80.922 (#2)                                                        | 80.922 (#2)             | 29,63% | 2/5                | AP-PL-UPN    |
| 1986     | S   | Jaime Ignacio del Burgo  | 236.852                                                            | 236.852                 | 30,4%  | 1/4                | AP-PL-UPN    |
| 1986     | S   | Jaime Ignacio del Burgo  | Jaime Ignacio del Burgo Alfonso Añón Javier Gómara                 | 79.765 78.578 78.509    | 30,4%  | 1/4                | AP-PL-UPN    |
| 1989     | C   | Jesús Aizpún             | 92.216 (#1)                                                        | 92.216 (#1)             | 33,18% | 2/5                | UPN-PP       |
| 1989     | S   | Javier Luis del Castillo | 265.717                                                            | 265.717                 | 33,8%  | 3/4                | UPN-PP       |
| 1989     | S   | Javier Luis del Castillo | Javier Luis del Castillo José Iribas José Javier Viñes             | 89.944 88.092 87.681    | 33,8%  | 3/4                | UPN-PP       |
| 1993     | C   | Jesús Aizpún             | 112.228 (#1)                                                       | 112.228 (#1)            | 36,13% | 2/5                | UPN-PP       |
| 1993     | S   | Balbino Bados            | 317.151                                                            | 317.151                 | 35,6%  | 3/4                | UPN-PP       |
| 1993     | S   | Balbino Bados            | Balbino Bados Santiago Cervera José Iribas                         | 106.876 105.417 104.858 | 35,6%  | 3/4                | UPN-PP       |
| 1996     | C   | Jaime Ignacio del Burgo  | 120.335 (#1)                                                       | 120.335 (#1)            | 37,12% | 2/5                | UPN-PP       |
| 1996     | S   | José Iribas              | 332.733                                                            | 332.733                 | 36,7%  | 3/4                | UPN-PP       |
| 1996     | S   | José Iribas              | José Iribas Rosa López José Ignacio López                          | 112.126 110.507 110.100 | 36,7%  | 3/4                | UPN-PP       |
| 2000     | C   | Jaime Ignacio del Burgo  | 150.995 (#1)                                                       | 150.995 (#1)            | 49,89% | 3/5                | UPN-PP       |
| 2000     | S   | Luis Campoy              | 428.524                                                            | 428.524                 | 48,8%  | 3/4                | UPN-PP       |
| 2000     | S   | Luis Campoy              | Luis Campoy José Iribas Rosa López                                 | 144.477 142.342 141.705 | 48,8%  | 3/4                | UPN-PP       |
| 2004     | C   | Jaime Ignacio del Burgo  | 127.653 (#1)                                                       | 127.653 (#1)            | 37,60% | 2/5                | UPN-PP       |
| 2004     | S   | José Iribas              | 362.736                                                            | 362.736                 | 37,0%  | 3/4                | UPN-PP       |
| 2004     | S   | José Iribas              | José Iribas José Pérez Lapazarán Amelia Salanueva                  | 122.375 120.714 119.647 | 37,0%  | 3/4                | UPN-PP       |
| 2008     | C   | Santiago Cervera         | 133.059 (#1)                                                       | 133.059 (#1)            | 39,22% | 2/5                | UPN-PP       |
| 2008     | S   | María Caballero          | 379.714                                                            | 379.714                 | 38,7%  | 3/4                | UPN-PP       |
| 2008     | S   | María Caballero          | María Caballero José Ignacio Palacios José Pérez Lapazarán         | 128.254 126.442 125.018 | 38,7%  | 3/4                | UPN-PP       |
| 2011     | C   | Carlos Salvador          | 126.516 (#1)                                                       | 126.516 (#1)            | 38,21% | 2/5                | UPN-PP       |
| 2011     | S   | Amelia Salanueva         | 350.625                                                            | 350.625                 | 37,1%  | 3/4                | UPN-PP       |
| 2011     | S   | Amelia Salanueva         | Amelia Salanueva José Ignacio Palacios Pachi Yanguas Fernández     | 118.649 116.819 115.157 | 37,1%  | 3/4                | UPN-PP       |
| 2015     | C   | Íñigo Alli               | 102.244 (#1)                                                       | 102.244 (#1)            | 28,94% | 2/5                | UPN-PP       |
| 2015     | S   | José Pérez Lapazarán     | 298.080                                                            | 298.080                 | 30,4%  | 3/4                | UPN-PP       |
| 2015     | S   | José Pérez Lapazarán     | José Pérez Lapazarán Pachi Yanguas Fernández Cristina Sanz Barrios | 100.333 100.075 97.672  | 30,4%  | 3/4                | UPN-PP       |
| 2016     | C   | Íñigo Alli               | 106.976 (#1)                                                       | 106.976 (#1)            | 31,9%  | 2/5                | UPN-PP       |
| 2016     | S   | José Pérez Lapazarán     | 312.538                                                            | 312.538                 | 32,0%  | 3/4                | UPN-PP       |
| 2016     | S   | José Pérez Lapazarán     | José Pérez Lapazarán Pachi Yanguas Fernández Cristina Sanz Barrios | 105.336 104.460 102.742 | 32,0%  | 3/4                | UPN-PP       |
| Abr 2019 | C   | Sergio Sayas             | 107.619 (#1)                                                       | 107.619 (#1)            | 29,32% | 2/5                | NA+          |
| Abr 2019 | S   | Ruth Goñi                | 322.030                                                            | 322.030                 | 30,1%  | 3/4                | NA+          |
| Abr 2019 | S   | Ruth Goñi                | Ruth Goñi Alberto Catalán Amelia Salanueva                         | 110.323 107.796 107.186 | 30,1%  | 3/4                | NA+          |
| Nov 2019 | C   | Sergio Sayas             | 99.078 (#1)                                                        | 99.078 (#1)             | 29,58% | 2/5                | NA+          |
| Nov 2019 | S   | Ruth Goñi                | 306.115                                                            | 306.115                 | 31,6%  | 3/4                | NA+          |
| Nov 2019 | S   | Ruth Goñi                | Amelia Salanueva Ruth Goñi Alberto Catalán                         | 103.292 101.868 100.955 | 31,6%  | 3/4                | NA+          |
| 2023     | C   | Alberto Catalán          | 52.188 (#4)                                                        | 52.188 (#4)             | 15,27% | 1/5                | UPN          |
| 2023     | S   | María Caballero Martínez | 188.577                                                            | 188.577                 | 19,7%  | 1/4                | UPN          |
| 2023     | S   | María Caballero Martínez | María Caballero Martínez Merche Añón Mario Fabo                    | 66.132 62.470 59.975    | 19,7%  | 1/4                | UPN          |

### Elecciones municipales
| Comicios | Líder           | Votos   | %     | Concejales |
| -------- | --------------- | ------- | ----- | ---------- |
| 1979     | Jesús Aizpún    | 12.305  | 4,96  | 10/1932    |
| 1983     | Balbino Bados   | 33.185  | 12,99 | 82/1779    |
| 1987     | Juan Cruz Alli  | 43.818  | 16,20 | 134/1775   |
| 1991     | Juan Cruz Alli  | 68.682  | 26,09 | 245/1782   |
| 1995     | Miguel Sanz     | 76.736  | 27,26 | 293/1774   |
| 1999     | Miguel Sanz     | 90.892  | 31,61 | 327/1677   |
| 2003     | Miguel Sanz     | 99.962  | 34,25 | 335/1725   |
| 2007     | Miguel Sanz     | 110.910 | 34,23 | 336/1776   |
| 2011     | Yolanda Barcina | 88.156  | 28,76 | 323/1835   |
| 2015     | Javier Esparza  | 81.164  | 25,24 | 288/1864   |
| 2019     | Javier Esparza  | 104.460 | 33,08 | 298/1819   |
| 2023     | Javier Esparza  | 81.680  | 25,27 | 246/1819   |